# ブルンジの国旗
ブルンジの国旗（Flag of Burundi）は、1967年3月28日に制定された。
緑は希望、白は純潔、赤は独立への苦闘を示している。中央の3つの六芒星は、ブルンジの3つの主要な民族、フツ族、トワ族、ツチ族を示す。この三つ星は、同時に国のモットーである「統一、労働、進歩」を表す。 王政時代の国旗は、中央に王国の象徴である太鼓とモロコシが描かれていた。
旗の縦横比は1967年の制定当時は2：3だったが、1982年に現在の3：5に改められた。

?ベルギー統治時代の旗
?1961年のブルンジ王国の旗
?1962年-1966年11月28日のブルンジ王国の旗
?1966年11月28日-1966年11月29日
?1966年11月29日-1967年3月28日
?1967年3月28日-1982年9月27日